# Asactopholis ornata
Asactopholis ornata är en skalbaggsart som beskrevs av Brenske 1892. Asactopholis ornata ingår i släktet Asactopholis och familjen Melolonthidae. Inga underarter finns listade.